# Û̄
Û̄ (minuscule : û̄), appelé U accent circonflexe macron, est une lettre latine utilisée dans l’écriture du kayaw.
Il s’agit de la lettre U diacritée d’un accent circonflexe et d’un macron.

## Utilisation
Le u accent circonflexe macron ‹ û̄ › est utilisé par certains auteurs pour transcrire la voyelle û extra longue dans les récitations du Coran.

## Représentations informatiques
Le U accent circonflexe macron peut être représenté avec les caractères Unicode suivants :
- précomposé (latin étendu-1, diacritiques) :

| formes    | représentations | chaînes de caractères | points de code | descriptions                                                    |
| --------- | --------------- | --------------------- | -------------- | --------------------------------------------------------------- |
| majuscule | Û̄               | Û◌̄                    | U+00DB U+0304  | lettre majuscule latine u accent circonflexe diacritique macron |
| minuscule | û̄               | û◌̄                    | U+00FB U+0304  | lettre minuscule latine u accent circonflexe diacritique macron |

- décomposé (latin de base, diacritiques) :

| forme     | représentation | chaîne de caractères | point de code        | description                                                                 |
| --------- | -------------- | -------------------- | -------------------- | --------------------------------------------------------------------------- |
| capitale  | Û̄              | U◌̂◌̄                  | U+0055 U+0302 U+0304 | lettre majuscule latine u diacritique accent circonflexe diacritique macron |
| minuscule | û̄              | u◌̂◌̄                  | U+0075 U+0302 U+0304 | lettre minuscule latine u diacritique accent circonflexe diacritique macron |